# Transporte en Francia
El transporte en Francia cuenta con una de las redes más densas del mundo, con 146 km de carreteras y 6,2 km de líneas ferroviarias por cada 100 km2. Está construida como una red cuyo centro es París. El ferrocarril, la carretera, el aire y el agua son formas de transporte ampliamente desarrolladas en Francia.

## Ferrocarril

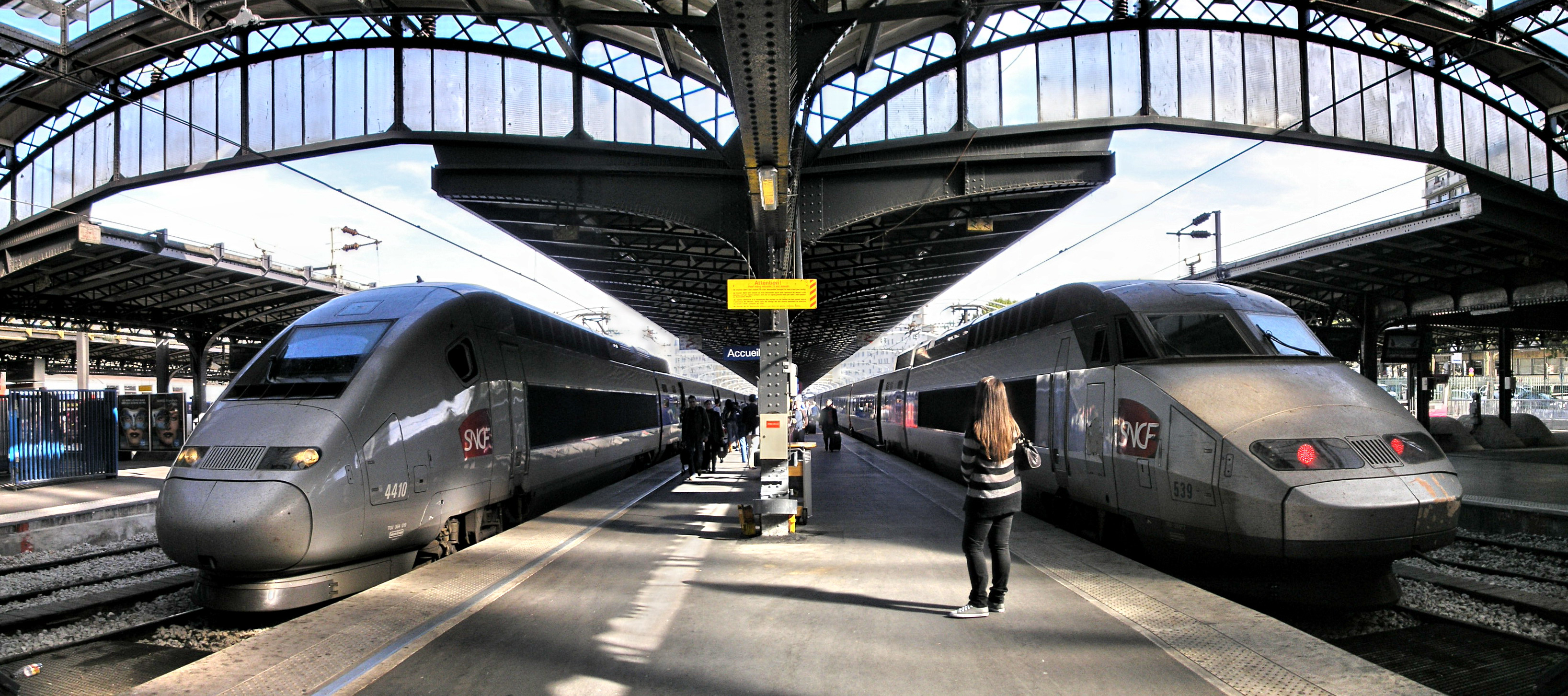
Dos trenes TGV de alta velocidad en París Gare de l'Est.

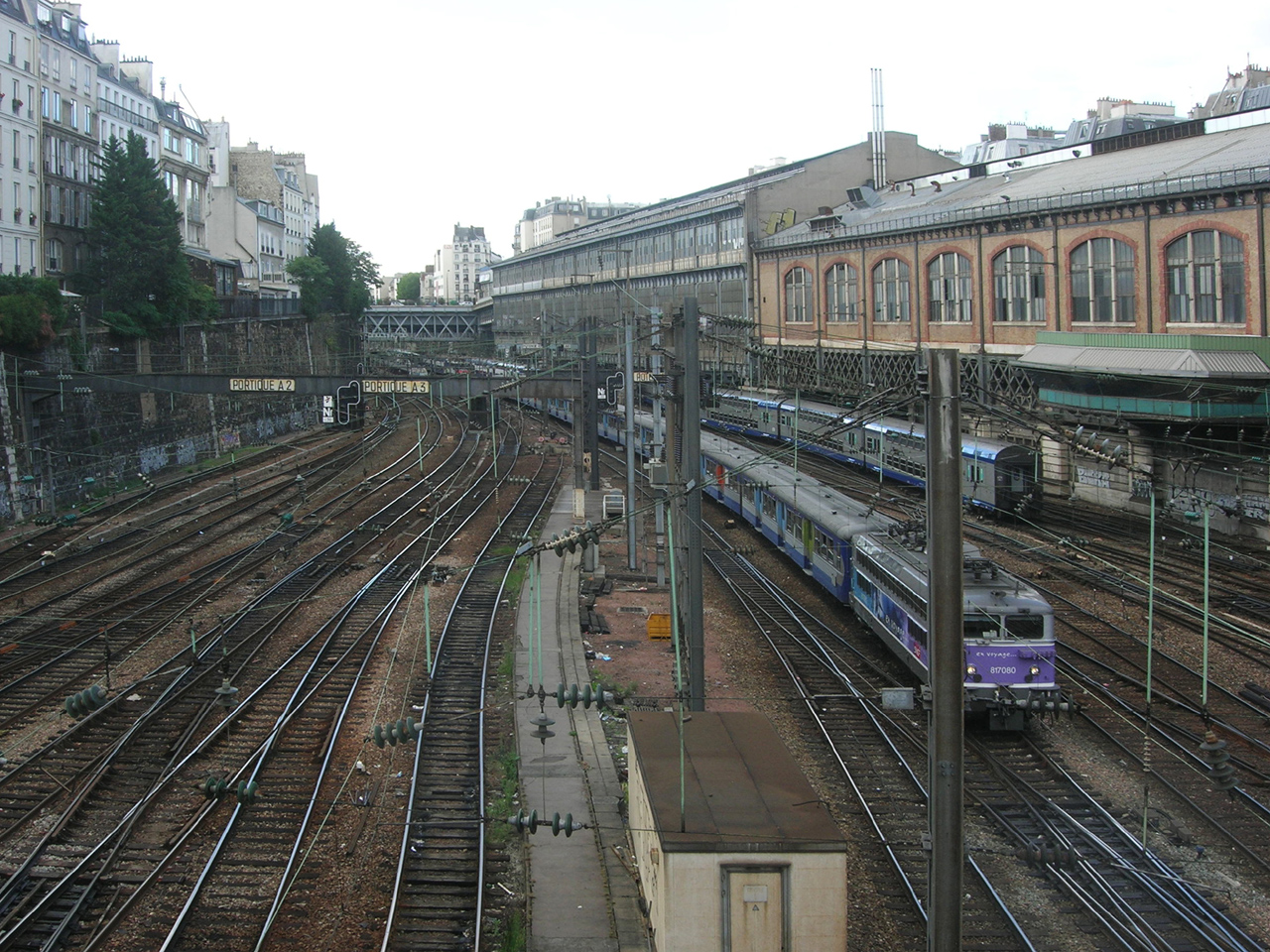
Estación Gare Saint Lazare.

En Francia hay un total de 29 473 kilómetros de ferrocarril, operados en su mayoría por la SNCF (Société nationale des chemins de fer français), la compañía nacional de ferrocarriles francesa. Al igual que el sistema de carreteras, los ferrocarriles franceses están subvencionados por el Estado, recibiendo 13.200 millones de euros en 2013. El sistema ferroviario representa una pequeña parte del total de viajes, con menos del 10 % de los viajes de pasajeros.
A partir de 1981, un conjunto de líneas de alta velocidad Lignes à Grande Vitesse (LGV) de nueva construcción unió las zonas más pobladas de Francia con la capital, empezando por París-Lyon. En 1994 se inauguró el Túnel del Canal, que conecta Francia y Gran Bretaña por ferrocarril bajo el Canal de la Mancha. El TGV ha establecido muchos récords mundiales de velocidad, el más reciente el 3 de abril de 2007, cuando una nueva versión del TGV apodada V150, con ruedas más grandes que el TGV habitual y un motor más potente de 25 000 CV (18.600 kW), batió el récord mundial de velocidad para trenes ferroviarios convencionales, alcanzando los 574,8 km/h.
Los trenes, a diferencia del tráfico por carretera, circulan por la izquierda (excepto en Alsacia-Mosela). Los servicios de metro y tranvía no se consideran trenes y suelen seguir al tráfico rodado en su conducción por la derecha (excepto el metro de Lyon).
Francia ocupó el séptimo lugar entre los sistemas ferroviarios nacionales europeos en el Índice de Rendimiento Ferroviario Europeo de 2017 por la intensidad de uso, la calidad del servicio y el rendimiento de la seguridad, un descenso con respecto a años anteriores.
El servicio interurbano francés no TGV (TET) está en declive, con infraestructuras y trenes antiguos. Es probable que se vea aún más afectado, ya que el gobierno francés tiene previsto eliminar el monopolio que actualmente tiene el ferrocarril en los viajes de larga distancia, dejando que compitan los operadores de autocares. Los viajes al Reino Unido a través del Túnel del Canal han crecido en los últimos años, y desde mayo de 2015 los pasajeros pueden viajar directamente a Marsella, Avignon y Lyon. Eurostar también está introduciendo nuevos trenes de la clase 374 y renovando los actuales de la clase 373.
El gobierno francés está planeando privatizar la red ferroviaria francesa, siguiendo un modelo similar al que utilizó Gran Bretaña desde los años 90 hasta la década de 2020.

### Tránsito rápido
Seis ciudades francesas disponen actualmente de un servicio de transporte rápido (frecuentemente conocido como metro). Los metros completos funcionan en París (16 líneas), Lyon (4 líneas) y Marsella (2 líneas). El metro ligero (tipo VAL) funciona en Lille (2 líneas), Toulouse (2 líneas) y Rennes (1 línea).

### Tranvías

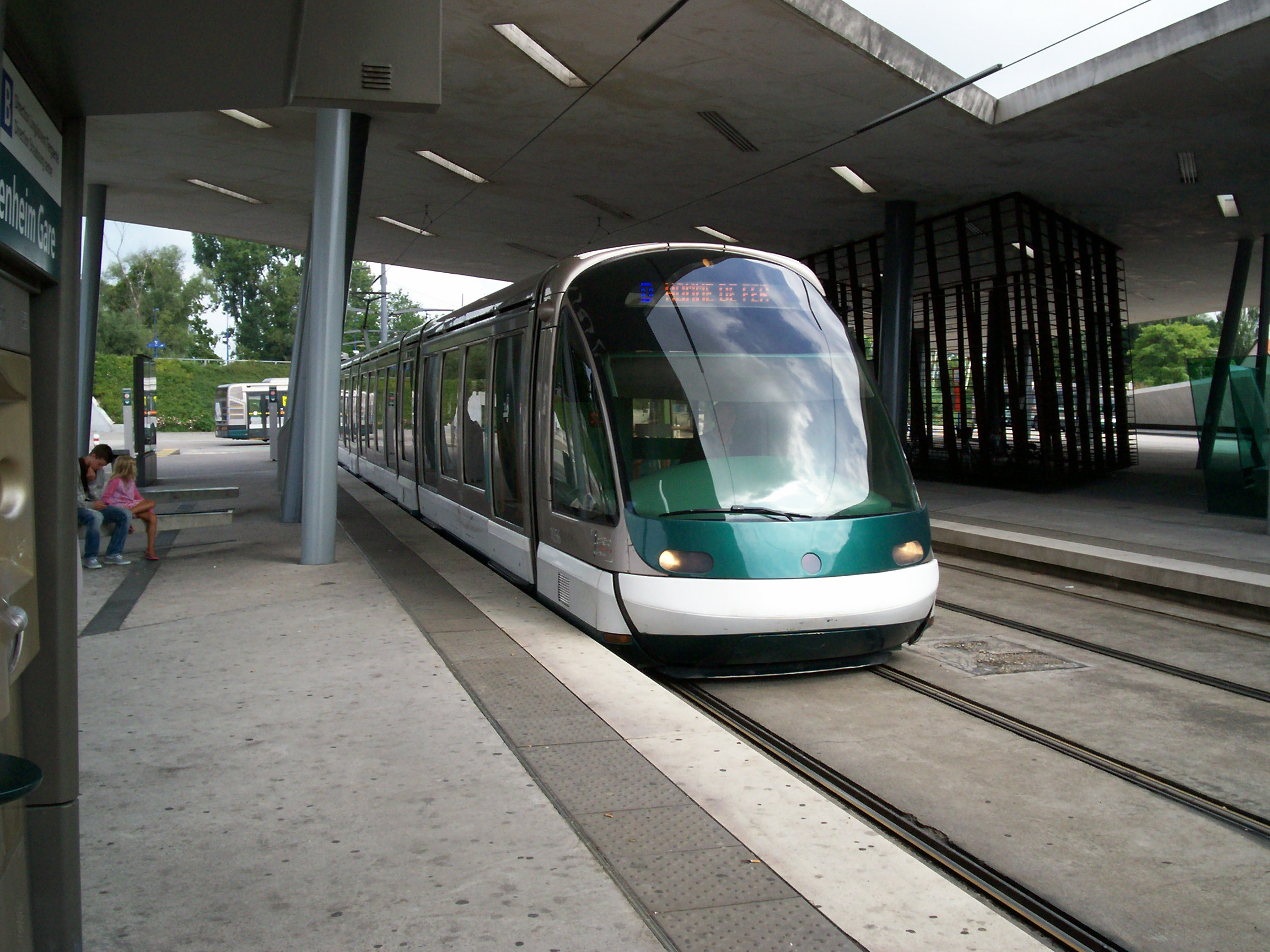
Eurotram en Estrasburgo.

A pesar del cierre de la mayor parte de los sistemas de tranvía de primera generación de Francia en años anteriores, un número cada vez mayor de grandes ciudades francesas cuentan con modernas redes de tranvía o tren ligero, entre las que se encuentran París, Lyon (esta última tiene la mayor), Toulouse, Montpellier, Saint-Étienne, Estrasburgo y Nantes. En los últimos tiempos, el tranvía ha experimentado un gran renacimiento con numerosos experimentos, como el suministro de energía a nivel del suelo en Burdeos, o los trolebuses que simulan ser tranvías en Nancy.
Este modo de viajar empezó a desaparecer en Francia a finales de los años 30. Sólo Lille, Marsella y Saint-Étienne no han abandonado nunca sus sistemas de tranvía. Desde los años 80, varias ciudades lo han reintroducido.

## Carreteras

Mapa de las autopistas francesas en 2012.

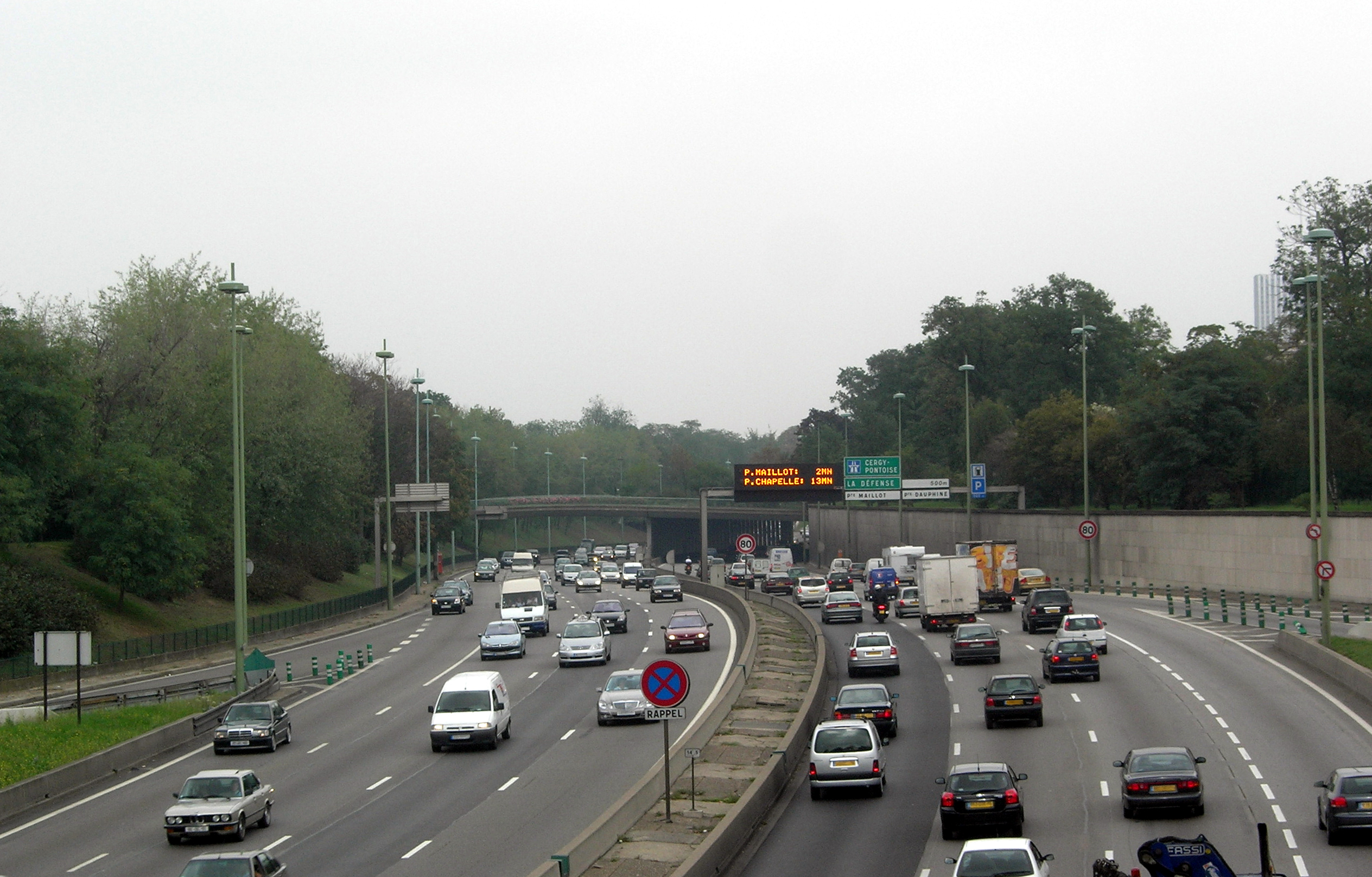
Anillo vial de París.

Mapa de las autopistas francesas en 2012.

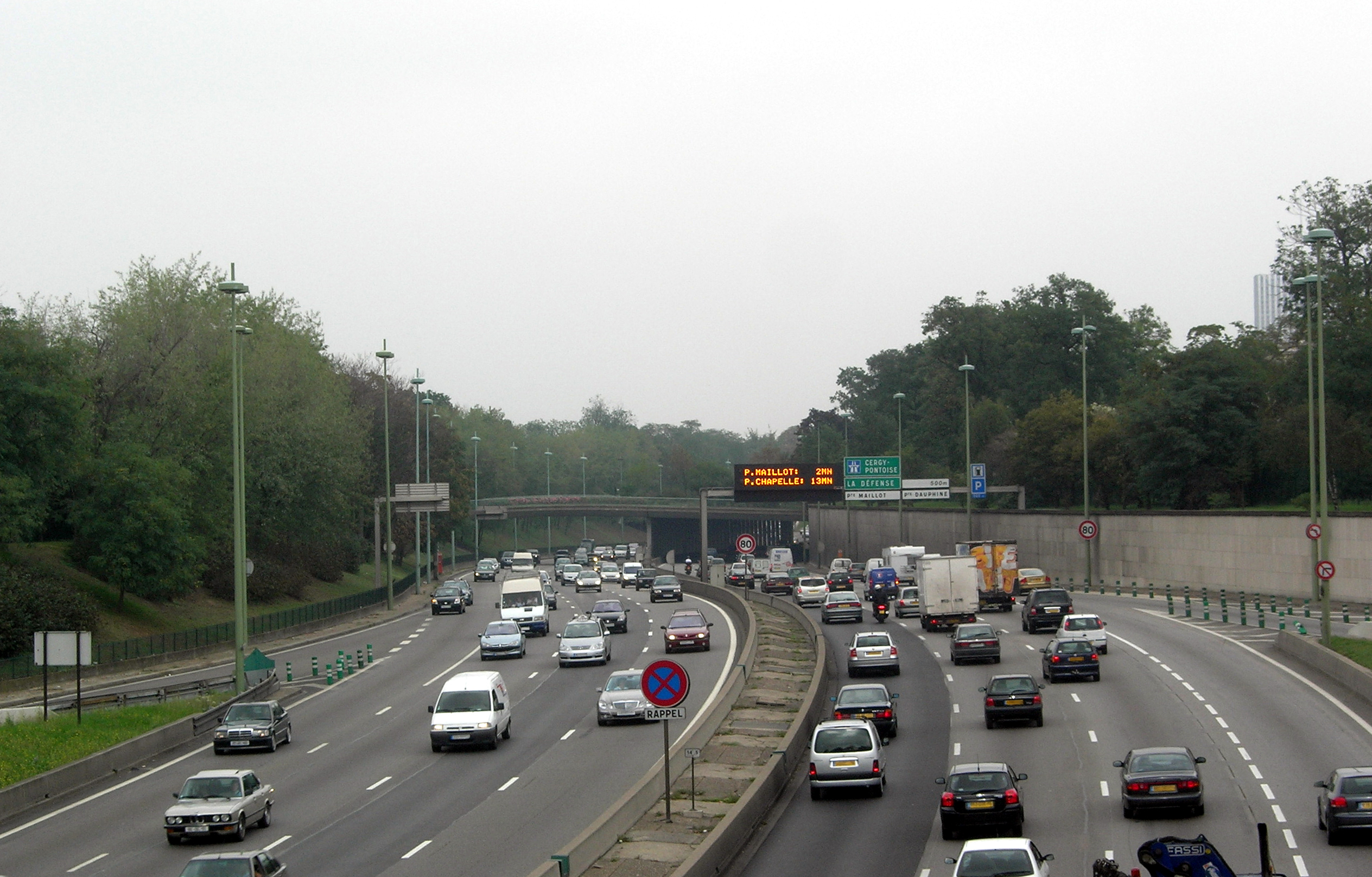
Anillo vial de París.

En Francia hay unos 1 027 183 kilómetros de carreteras utilizables. La red de autopistas o autoroute francesa se compone en gran parte de carreteras de peaje, excepto en los alrededores de las grandes ciudades y en algunas zonas del norte. Se trata de una red de 12 000 km de autopistas explotadas por empresas privadas como Sanef (Société des autoroutes du Nord et de l'Est de la France). Francia tiene una de las redes de autopistas más grandes del mundo, además de una de los mejores redes de carreteras en cuando a calidad.
Francia cuenta actualmente con 30 500 km de grandes carreteras nacionales y autopistas estatales. A modo de comparación, las rutas departamentales cubren una distancia total de 365 000 km. La red de carreteras principales refleja la tradición centralizadora de Francia: la mayoría de ellas salen de las puertas de París. De hecho, las carreteras principales comienzan en el parvis de Notre-Dame de París en el kilómetro cero. Para garantizar una red de carreteras eficaz, se han creado nuevas vías que no dan servicio a París.
Se cree que Francia es el país más dependiente del automóvil en Europa. En 2005, se recorrieron en Francia 937 000 millones de kilómetros en vehículo (el 85% en coche).
Para superar esta dependencia, en Francia y en muchos más países se ha liberalizado el mercado de los autocares de larga distancia. Desde 2015, con la ley Macron, el mercado se ha disparado: el aumento de la demanda ha llevado a una mayor oferta de servicios de autobús y empresas de autocares.
El sábado negro se refiere, en Francia, al día del año en el que el tráfico por carretera es más denso debido a las numerosas salidas por vacaciones. Los problemas de tráfico se ven agravados por la extrema centralización de Francia, ya que París es el centro de toda la red nacional de carreteras. Este sábado suele ser a finales de julio, aunque en 2007 tanto el último sábado de julio como el primero de agosto son designados como Sábados Negros. La Autoroute du Soleil, la autopista hacia el sur de Francia y España, suele ser especialmente concurrida. En 2004 hubo más de 700 kilómetros de congestión acumulada. El color negro es el calificativo con el que la página web del gobierno francés Bison Futé designa un día con tráfico extrêmement dense (extremadamente concurrido). Los periódicos franceses llaman a este día samedi noir por la designación de Bison Futé. Normalmente, los franceses llaman a estos días les jours de grands départs (días de grandes salidas). En neerlandés, este fenómeno francés se conocía como zwarte zaterdag mucho antes de que los franceses adoptaran el término samedi noir, significando ambos (literalmente) sábado negro.
El término sábado negro también puede referirse al sábado 31 de julio de 1982, cuando se produjo el peor accidente de tráfico de la historia de Francia. Alrededor de la 1:45 de la madrugada, un autocar colisionó con los coches de pasajeros cerca de Beaune en medio de un denso tráfico festivo durante las lluvias. La colisión y el posterior incendio provocaron la muerte de 53 personas, entre las cuales 46 eran niños. Tras este accidente, se puso en vigor una normativa que prohíbe el transporte de grupos de niños durante esta época del año.

### Transporte en autobús
En la mayoría de las ciudades francesas, si no en todas, los servicios de autobús urbano se prestan con una tarifa plana para los trayectos individuales. Muchas ciudades cuentan con servicio Eurotram en Estrasburgo.
A pesar del cierre de la mayor parte de los sistemas de tranvía de primera generación de Francia en años anteriores, un número cada vez mayor de grandes ciudades francesas cuentan con modernas redes de tranvía o tren ligero, entre las que se encuentran París, Lyon (esta última tiene la mayor), Toulouse, Montpellier, Saint-Étienne, Estrasburgo y Nantes. En los últimos tiempos, el tranvía ha experimentado un gran renacimiento con numerosos experimentos, como el suministro de energía a nivel del suelo en Burdeos, o los trolebuses que simulan ser tranvías en Nancy.
Este modo de viajar empezó a desaparecer en Francia a finales de los años 30. Sólo Lille, Marsella y Saint-Étienne no han abandonado nunca sus sistemas de tranvía. Desde los años 80, varias ciudades lo han reintroducido.

## Carreteras
En Francia hay unos 1 027 183 kilómetros de carreteras utilizables. La red de autopistas o autoroute francesa se compone en gran parte de carreteras de peaje, excepto en los alrededores de las grandes ciudades y en algunas zonas del norte. Se trata de una red de 12 000 km de autopistas explotadas por empresas privadas como Sanef (Société des autoroutes du Nord et de l'Est de la France). Francia tiene una de las redes de autopistas más grandes del mundo, además de una de los mejores redes de carreteras en cuando a calidad.
Francia cuenta actualmente con 30 500 km de grandes carreteras nacionales y autopistas estatales. A modo de comparación, las rutas departamentales cubren una distancia total de 365 000 km. La red de carreteras principales refleja la tradición centralizadora de Francia: la mayoría de ellas salen de las puertas de París. De hecho, las carreteras principales comienzan en el parvis de Notre-Dame de París en el kilómetro cero. Para garantizar una red de carreteras eficaz, se han creado nuevas vías que no dan servicio a París.
Se cree que Francia es el país más dependiente del automóvil en Europa. En 2005, se recorrieron en Francia 937 000 millones de kilómetros en vehículo (el 85% en coche).
Para superar esta dependencia, en Francia y en muchos más países se ha liberalizado el mercado de los autocares de larga distancia. Desde 2015, con la ley Macron, el mercado se ha disparado: el aumento de la demanda ha llevado a una mayor oferta de servicios de autobús y empresas de autocares.
El sábado negro se refiere, en Francia, al día del año en el que el tráfico por carretera es más denso debido a las numerosas salidas por vacaciones. Los problemas de tráfico se ven agravados por la extrema centralización de Francia, ya que París es el centro de toda la red nacional de carreteras. Este sábado suele ser a finales de julio, aunque en 2007 tanto el último sábado de julio como el primero de agosto son designados como Sábados Negros. La Autoroute du Soleil, la autopista hacia el sur de Francia y España, suele ser especialmente concurrida. En 2004 hubo más de 700 kilómetros de congestión acumulada. El color negro es el calificativo con el que la página web del gobierno francés Bison Futé designa un día con tráfico extrêmement dense (extremadamente concurrido). Los periódicos franceses llaman a este día samedi noir por la designación de Bison Futé. Normalmente, los franceses llaman a estos días les jours de grands départs (días de grandes salidas). En neerlandés, este fenómeno francés se conocía como zwarte zaterdag mucho antes de que los franceses adoptaran el término samedi noir, significando ambos (literalmente) sábado negro.
El término sábado negro también puede referirse al sábado 31 de julio de 1982, cuando se produjo el peor accidente de tráfico de la historia de Francia. Alrededor de la 1:45 de la madrugada, un autocar colisionó con los coches de pasajeros cerca de Beaune en medio de un denso tráfico festivo durante las lluvias. La colisión y el posterior incendio provocaron la muerte de 53 personas, entre las cuales 46 eran niños. Tras este accidente, se puso en vigor una normativa que prohíbe el transporte de grupos de niños durante esta época del año.

### Transporte en autobús
En la mayoría de las ciudades francesas, si no en todas, los servicios de autobús urbano se prestan con una tarifa plana para los trayectos individuales. Muchas ciudades cuentan con servicios de autobús que se extienden hasta las afueras o incluso el campo. Las tarifas son normalmente baratas, pero los servicios rurales pueden ser limitados, especialmente los fines de semana.
Los trenes han tenido durante mucho tiempo el monopolio de los autobuses interregionales, pero en 2015 el gobierno francés introdujo reformas para permitir a los operadores de autobuses recorrer estas rutas.

## Vía aérea
En Francia hay aproximadamente 170 aeropuertos. Según las propias cifras del gobierno, sesenta y seis aeropuertos se reparten entre ellos alrededor del 5% del tráfico aéreo de pasajeros y unos cuarenta aeropuertos tienen menos del 1% del tráfico total.
Entre las autoridades de gobierno del espacio aéreo activas en Francia, una es Aéroports de Paris, que tiene autoridad sobre la región de París, gestionando 14 aeropuertos, incluyendo los dos más transitados de Francia, el aeropuerto Charles de Gaulle y el aeropuerto de Orly. El primero, situado en Roissy, cerca de París, es el quinto aeropuerto más activo del mundo, con 60 millones de pasajeros en 2008, y el principal aeropuerto internacional de Francia, con más de 100 compañías aéreas.
La compañía aérea nacional de Francia es Air France, una aerolínea global de servicio completo que vuela a 20 destinos nacionales y 150 destinos internacionales en 83 países (incluidos los departamentos y territorios de ultramar de Francia) en los 6 continentes principales.

## Puertos y transporte marítimo

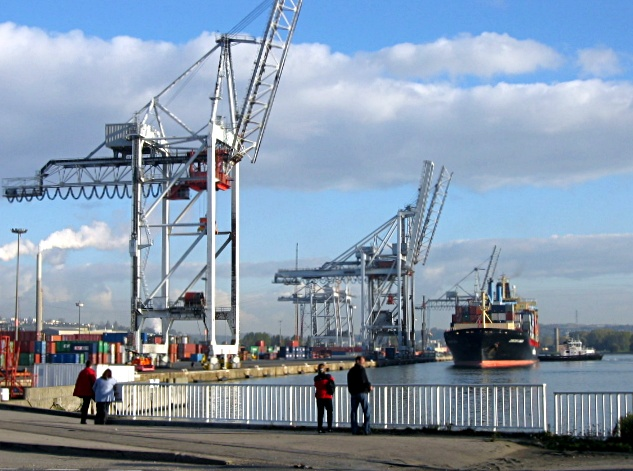
Terminal de contenedores del puerto de El Havre

Francia cuenta con una extensa marina mercante, que incluye 55 buques de tamaño de registro bruto igual o superior a 1.000 toneladas. El país también mantiene un registro cautivo para los buques de propiedad francesa en las Iles Kerguelen (Tierras Australes y Antárticas Francesas).
Las empresas francesas explotan más de 1.400 buques, de los cuales 700 están registrados en Francia. Las 110 empresas navieras francesas emplean a 12.500 personas en el mar y 15.500 en tierra. Cada año se transportan por mar 305 millones de toneladas de mercancías y 15 millones de pasajeros. El transporte marítimo es responsable del 72% de las importaciones y exportaciones de Francia.
Francia cuenta también con numerosos puertos marítimos: Bayona, Burdeos, Boulogne-sur-Mer, Brest, Calais, Cherburgo-Octeville, Dunkerque, Fos-sur-Mer, La Pallice, Le Havre, Lorient, Marsella, Nantes, Niza, París, Port-la-Nouvelle, Port-Vendres, Roscoff, Rouen, Saint-Nazaire, Saint-Malo, Sète, Estrasburgo y Toulon.